# غنيمون إفريقي
جنتوم أفريقي (الاسم العلمي: Gnetum africanum) هي نوع من النباتات يتبع جنس الجنتوم من فصيلة الجنتوية.